# Петровка (Минская область)
Петровка (бел. Пятроўка) — нежилая деревня в Червенском районе Минской области Белоруссии. Входит в состав Ляденского сельсовета.

## География
Расположена в 22 километрах к востоку от райцентра, в 74 километрах от Минска и в 20 километрах к северо-западу от железнодорожной станции Гродзянка линии Гродзянка—Осиповичи.

## История
Населённый пункт известен с XIX века. По данным Переписи населения Российской империи 1897 года застенок в составе Юровичской волости Игуменского уезда Минской губернии, где насчитывалось 18 дворов, проживали 104 человека. На начало XX века деревня, где было 32 двора, 119 жителей. На 1917 год деревня входила в состав Хуторской волости, насчитывала 16 дворов. С февраля по декабрь 1918 года деревня была оккупирована немцами, с августа 1919 по июль 1920 — поляками. В 1920 году, после окончательного установления советской власти, открыта рабочая школа 1-й ступени, на 1922 год здесь учились 34 ребёнка. 20 августа 1924 года вошла в состав вновь образованного Гребенецкого сельсовета Червенского района Минского округа (с 20 февраля 1938 — Минской области). На 1940 год было 30 дворов, население составляло 142 человека.
Во время Великой Отечественной войны деревня была оккупирована немецко-фашистскими захватчиками в начале июля 1941 года. Многие жители поддерживали связь с партизанами. В то же время, некоторые из сельчан, в том числе ряд сотрудников колхоза, ненавидели советскую власть и стали на сторону оккупантов. В сентябре (по другим данным — в январе) 1943 года они донесли немцам на семьи, оказывавшие помощь партизанам, после чего оккупанты составили расстрельный список, куда попали, в частности, председатель колхоза с 17-летней дочерью, его заместитель, агроном, бригадир с сыном и ещё как минимум двое сельчан. Немецкая жандармерия вывела входивших в список людей и членов их семей на улицу и под конвоем повела к заранее выкопанной яме, после чего входившие в список были расстреляны на месте. По местным данным, погибли 7 человек. Спустя некоторое время после очередного доноса деревня была сожжена, как минимум одна её жительница погибла в огне, но благодаря предупреждению жены одного из полицаев большинству сельчан удалось скрыться в лесу. Трое жителей Петровки не вернулись с фронта.
После войны деревня была восстановлена. Семья коллаборационистов, сдавших местных жителей во время войны, также проживала в Петровке, по всей видимости, наказаны они не были. В 1980-е годы деревня входила в состав колхоза «Знамя Октября» (бел. Сцяг Кастрычнiка). Как минимум с 1997 года в деревне никто не живёт, и в настоящее время её территория представляет собой урочище.